# Netgo
Die netgo group GmbH (Eigenschreibweise netgo) ist ein deutsches IT-Dienstleistungsunternehmen mit Hauptsitz in Berlin. Schwerpunkt ist der Handel mit Hard- und Software sowie Dienstleistungen aus den Bereichen Modern Workplace, IT-Security, IT-Prozesse, Cloud Computing und Managed Services. Die Unternehmensgruppe beschäftigt ca. 1.530 Mitarbeitende an über 35 Standorten und erwirtschaftete 2023 einen Umsatz von ca. 393 Mio. Euro.

## Geschichte
Netgo wurde 2007 von Benedikt Kisner und Patrick Kruse mit Unternehmenssitz in Raesfeld gegründet. 2009 wurde der Firmensitz nach Borken verlegt. Das bis dahin rein organisch gewachsene Unternehmen beschleunigte sein Wachstum durch erste Akquisitionen weiterer IT-Unternehmen. So wurde 2016 das Gießener IT-Systemhaus Compu-Tech Hard- und Software GmbH Teil der netgo. 2018 folgte die Bükotec IT Solutions aus Altdorf bei Böblingen.
2018 zeichnete die Oskar-Patzelt-Stiftung netgo mit dem Status Premier beim Großer Preis des Mittelstandes aus.
2019 investierte die niederländische Waterland Private Equity Investments in die netgo. Es folgten weitere Akquisitionen: Noch im gleichen Jahr trat der Rechenzentren-Betreiber comnet GmbH sowie der Prozessberater MEHRWERK GmbH der netgo bei.
2020 bezog netgo die eigens errichtete Firmenzentrale (eigene Bezeichnung „Basecamp“) westlich der Kreisstadt Borken. Es folgten weitere Akquisitionen: So wurden die CSM MeinSystemhaus GmbH sowie die Berliner Unternehmen commehr GmbH und workbees GmbH Teil der netgo.
2022 wurden die ckn GmbH & Co. KG aus Datteln und die Divacon GmbH mit Sitz in Kassel Teil der netgo. Ende 2023 wurde der Managed Cloud Service Provider ITgration akquiriert.
In dem Zuge wurde das ebenfalls 2007 gegründete Beratungshaus sila consulting GmbH unterhalb der netgo group angesiedelt.
2024 kündigte netgo die Übernahme der DATEV-Spezialisten msystems IT-Solutions GmbH aus Herxheim und den daraus resultierenden Ausbau des netgo tax-Portfolios an. Die Übernahme folgt ein Jahr nach der Ansiedlung der Glöckler & Lauer GmbH & Co. Systemhaus KG im März und der nitsche Gruppe im Mai 2023 an die netgo tax.